# Kells (Meath)
Pour les articles homonymes, voir Kells.
Kells (Ceannanas Mór en gaélique irlandais, c'est-à-dire « Demeure du Grand Chef ») est une localité irlandaise située dans le comté de Meath.

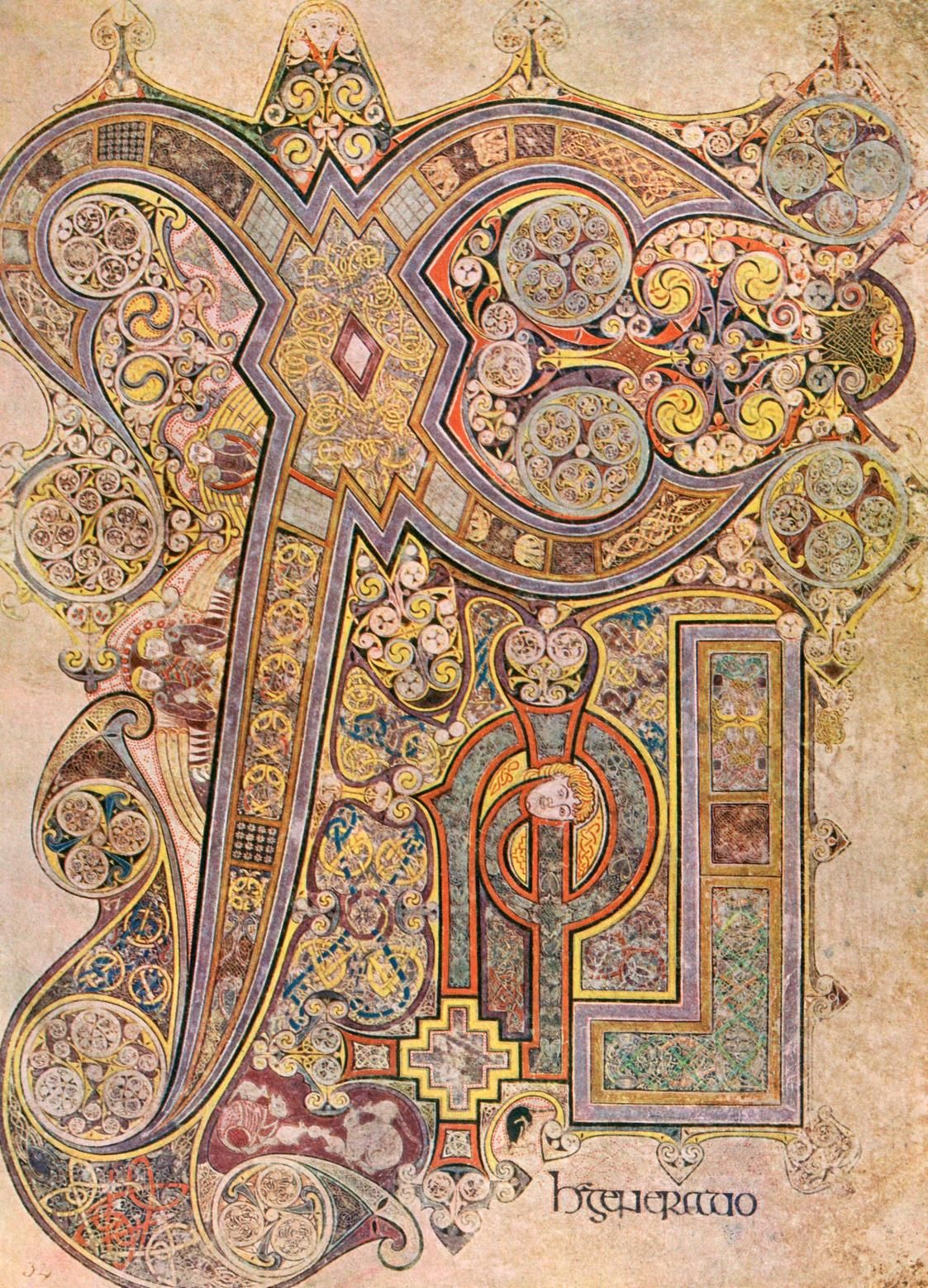
Le Livre de Kells.

La ville a un riche passé historique : l'abbaye de Kells et sa tour sont associées à saint Colomba et au Livre de Kells, aujourd'hui conservé au Trinity College de Dublin.
En 1152, le synode de Kells a achevé la transition de l'Église d'Irlande, passant d'une organisation monastique à l'organisation diocésaine encore en vigueur de nos jours.

## Histoire

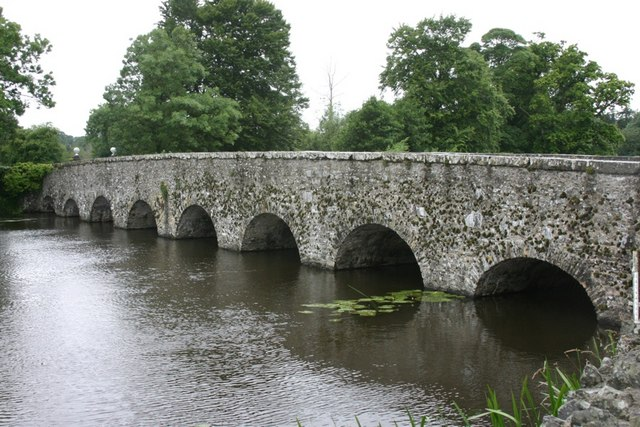
Headford Bridge.

Avant que Kells ne soit un monastère, c'était un domaine royal habité par le Haut Roi Cormac Mac Airt qui a déménagé de sa résidence de la colline de Tara, [citation nécessaire] pour des raisons dont les chercheurs ne sont pas encore sûrs.
Kells était un endroit important sur l'une des cinq anciennes routes qui sortaient de Tara - cette route s'appelait « Slí nan nAssail » et allait de Tara à Rathcrogan, un autre site royal, dans le comté de Roscommon. [citation nécessaire]
Vers 560, Colmcille (plus tard connu sous le nom de Columba) un prince de la maison royale de la famille nord Uí Néill  –  acquit Kells en compensation d'une faute commise contre lui par son cousin le Haut Roi Diarmuid MacCarroll, qui lui a accordé le Dún de Ceannanus pour établir un monastère. [citation nécessaire]
On pense que le monastère actuel de Kells a été fondé vers 804 par des moines du monastère de St Colmcille à Iona qui fuyaient les invasions Viking. [citation nécessaire]
En 1152, le Synode de Kells a achevé la transition de l'établissement de Colmcille d'un église monastique à une église diocésaine. [citation nécessaire] Un synode plus tard réduisit le statut de Kells à celui de paroisse. À la suite de l'invasion normande de l'Irlande, Hugues de Lacy a obtenu la seigneurie de Meath en 1182. Les établissements religieux de Kells ont continué à prospérer sous leurs  seigneurs Anglo-Norman.
Kells devint une garnison de la ville frontalière de Pale et fut le théâtre de nombreuses batailles entre le Royaume de Breifne et les Hiberno-Normands (qui s'étaient fortement alliés). [citation nécessaire] De 1561 à 1800, Kells a renvoyé deux membres au Parlement d'Irlande. [citation nécessaire]
Pendant la Rébellion irlandaise de 1641, Kells a été brûlé par le clan O'Reilly lors de ses attaques sur le Pale. [citation nécessaire]
La période de la  Grande Famine a vu la population de Kells chuter de 38% d'après les recensements de 1841 et 1851. [citation nécessaire] Les  Workhouses et les hôpitaux ont été littéralement pris d'assaut[citation nécessaire].

## Démographie
D'après le recensement de 2016, la population urbaine se monte à 6 135 habitants, en légère augmentation depuis le recensement de 2011.
Entre 1996 et 2002, la population augmente de 22%.

## Lieux et monuments
Le site monastique de Kells, avec sa tour ronde, est associé à Colmcille (également connu sous le nom de Columba), le Livre de Kells, maintenant conservé au Trinity College de Dublin et la crosse de Kells (Kells Crozier), exposés au British Museum. La tour ronde de Kells et cinq grandes croix celtiques sont encore visibles aujourd'hui. Quatre des croix se trouvent dans le cimetière de l'église St Columba. L'autre croix celtique était positionnée au milieu d'un carrefour très fréquenté jusqu'à la survenue d'un accident impliquant un autobus scolaire. Elle se dresse maintenant devant un ancien palais de justice. Un toit protège la croix. Une réplique est également à l'abri des éléments à l'intérieur du musée. [réf. nécessaire]

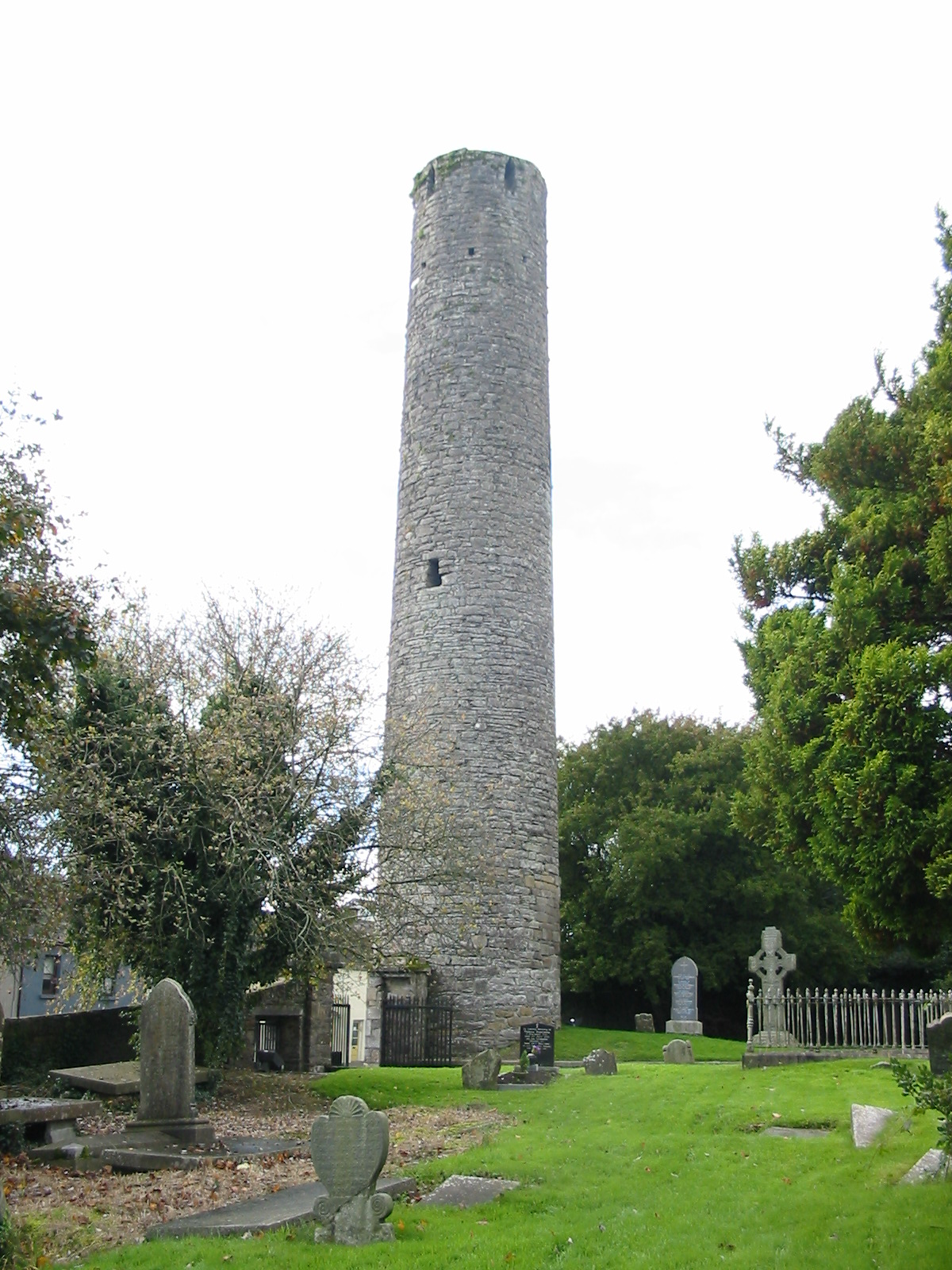
Abbaye de Kells, la Kells Round Tower date du Xe siècle.

Près du cimetière de l'église St. Columba se trouve un petit oratoire au toit de pierre (St. Colmcille's House). Il date probablement du XIe siècle. L'accès à la chambre des moines en altitude se fait par échelle. Ce petit bâtiment rectangulaire est situé à l'un des points les plus élevés de la ville. L'Oratoire est verrouillé, mais l'accès des visiteurs peut être organisé.
Juste à l'extérieur de la ville de Kells, sur la route d'Oldcastle se trouve la colline de Lloyd, du nom de Thomas Lloyd d'Enniskillen, qui y a campé avec une grande armée Williamitependant les guerres de 1688-91 contre les Jacobites . Il s'y trouve également un bâtiment de 30 m de haut appelé Spire of Lloyd, qui est une « folie » de phare du XVIIIe siècle, la zone autour de la tour a été aménagée en parc communautaire (The People's Park), et comprend la tombe des pauvres . Ce cimetière était une nécessité à l'époque de grande pauvreté du pays. La messe y est toujours célébrée chaque année et le cimetière est un rappel de la Workhouse et de l'extrême pauvreté engendrée par les changements dans les pratiques agricoles au XIXe siècle et pendant la Famine.

## Enseignement
St. Ciarans Community School, sur Navan Road, est une école secondaire mixte qui a ouvert ses portes en septembre 1988 et compte environ 640 élèves. Elle a d'abord été formé par la fusion de l'école secondaire Christian Brothers et de l'école professionnelle de Kells.
L'école secondaire Eureka Kells, aussi sur Navan Road, a ouvert grâce aux Sœurs de la Miséricorde et a permis l'enseignement secondaire pour filles dans des salles de classe rattachées au couvent en 1924. L'école a déménagé sur le site de la maison Eureka en 1956 un nouveau déménagement est programmé sur le site de la route de cavan en 2018.
L'école nationale de garçons de St. Colmcilles est aussi sur la route de Navan, ouverte pour la première fois par les Frères Chrétiens le 20 janvier 1845. L'école actuelle a été ouverte en 1976 et les Frères, en raison d'une baisse des vocations, se sont retirés de l'école en 1985.

## Autres projets
La ville de Kells accueille depuis 2014 le seul festival de film documentaire indépendant d'Irlande, le Guth Gafa International Documentary Film Festival.